# كيم بوتين
كيم بوتين هي متزلجة على مسار قصير كندية، ولدت في 16 ديسمبر 1994 في شيربروك في كندا.

## وصلات خارجية
- الموقع الرسمي
- كيم بوتين على موقع SpeedSkatingNews.info (الإنجليزية)
- كيم بوتين على موقع ShortTrackOnLine.info (الإنجليزية)
- كيم بوتين على موقع اللجنة الأولمبية الدولية (الإنجليزية)
- كيم بوتين على موقع أوليمبيديا (الإنجليزية)
- كيم بوتين على موقع اللجنة الأولمبية الكندية (الإنجليزية)